# Club Náutico de Villajoyosa
El Club Náutico de Villajoyosa es un club náutico que se sitúa en Villajoyosa, en la provincia de Alicante (España). Cuenta con 200 amarres deportivos y 130 amarres para pesca, para una eslora máxima permitida de 20 metros, siendo su calado en bocana de 7 m.
Cuenta con el distintivo de Bandera Azul desde 1995.

## Instalaciones
Cuenta con servicio de Combustible, Agua, Electricidad, Travelift 35 Tn., Grúa.

## Distancias a puertos cercanos
- Club Náutico de Campello 8 mn
- Real Club de Regatas de Alicante 20 mn
- Puerto de Tabarca 27 mn
- Club Náutico de Benidorm 6 mn
- Club Náutico de Altea 14 mn.